# Casa Sanremo

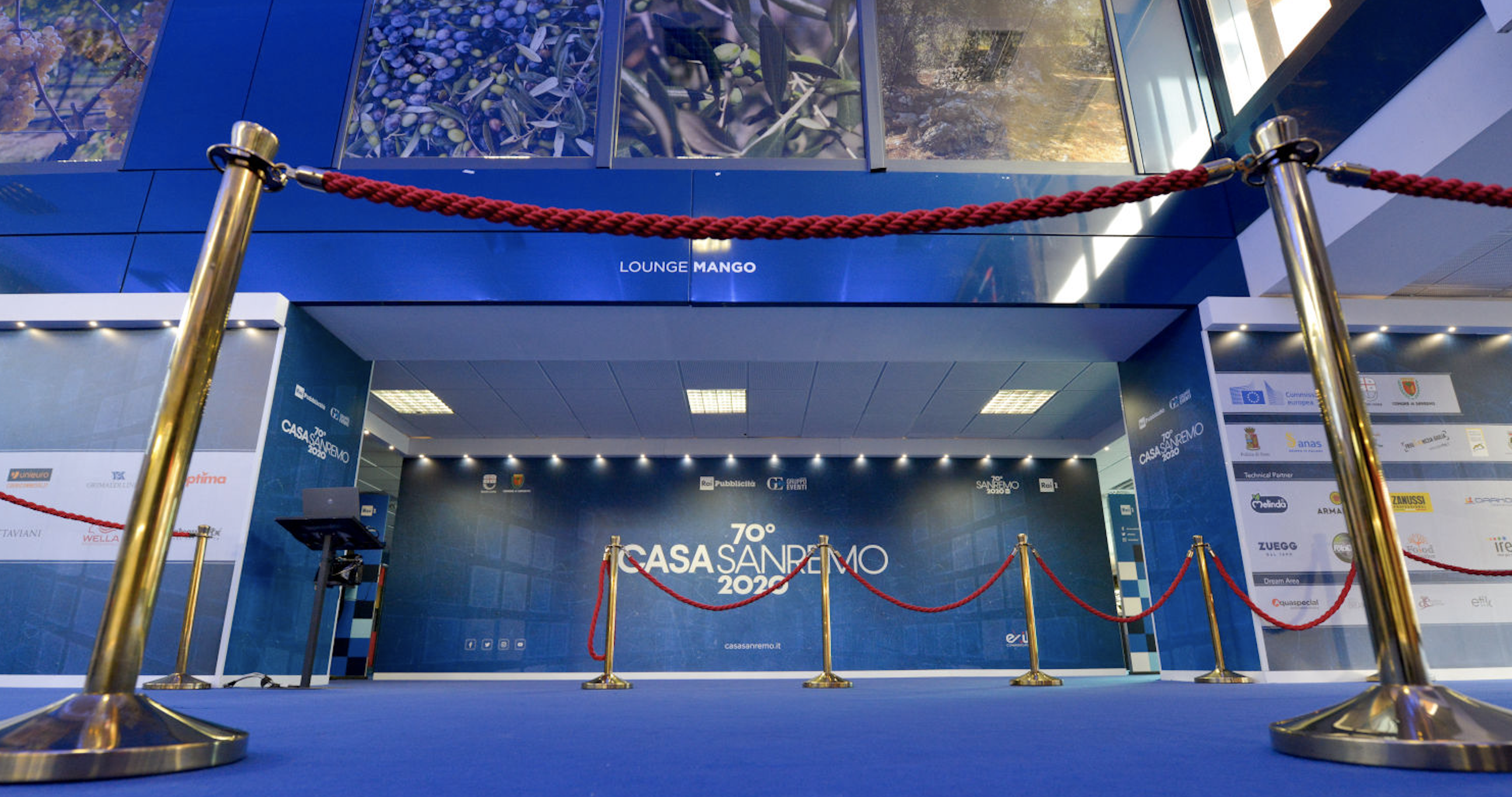
L'ingresso di Casa Sanremo

Casa Sanremo è un evento legato al Festival di Sanremo, basato sulla partecipazione di artisti, produzioni, giornalisti e pubblico.
L'evento costituisce l'Area Hospitality del Festival della Canzone Italiana, si tiene ogni anno nel Comune di Sanremo e nasce da un'idea di Vincenzo Russolillo, Mauro Marino e Pepi Morgia.
Ideato e prodotto da Gruppo Eventi, rappresenta, con il Festival di Sanremo, uno dei primari eventi mediatici italiani, destinato a raccontare ed espandere l'esperienza della settimana del Festival con showcase, cooking show, conferenze e serate esclusive dedicate agli artisti sanremesi.

Nel corso degli anni, il luogo in cui si svolge Casa Sanremo è cambiato varie volte: dal Casinò di Sanremo all'Hotel "Londra", fino ad arrivare al Palafiori, sede attuale situata vicino al Teatro Ariston.

## Storia
La prima edizione di Casa Sanremo ebbe luogo nel 2008, e riscosse subito ampi consensi.
Negli anni successivi, dal 2009 al 2015, Casa Sanremo divenne un crescendo di iniziative, eventi artistici e culturali, showcase e conferenze, con annesso campus formativo – in collaborazione con la Polizia di Stato – e grandi premiazioni di concorsi nazionali, che tuttora, attraverso Casa Sanremo, offrono maggiore risalto ai propri vincitori.
Dal 2015 ad oggi, Casa Sanremo è sempre più spesso menzionata come la "Casa del Festival", che accoglie giornalisti, produttori, musicisti, addetti ai lavori e tutti coloro che operano nel settore della musica e dell'intrattenimento ritrovandosi, ogni anno, nella settimana del Festival di Sanremo.
Nel 2020 l'organizzazione dell'evento ha avviato una collaborazione con Rai e Rai Pubblicità ha decretato il successo di questo “contenitore”, inserendolo ufficialmente all’interno del più ampio progetto “Tra Palco e Città". Nel 2020, per la prima volta il Festival di Sanremo ha varcato la soglia dell’Ariston per raggiungere le strade sanremesi, offrendo al pubblico nuove occasioni di intrattenimento tra cui la Mostra allestita al Forte Santa Tecla, e l’Opening al Casinò, passando per piazza Borea d’Olmo e il prestigioso Red Carpet, che congiunge il teatro Ariston al Palafiori, sede di Casa Sanremo, e ravvivando piazza Colombo con luci, colori e il palco simbolo del progetto.
Nel 2021, a causa della Pandemia di COVID-19 in Italia, l'evento è stato costretto a trasformarsi in un Digital Hub, dove lo studio allestito all’interno della sua sede è in collegamento con i diversi spazi della casa. Nel 2022 i conduttori ufficiali di Casa Sanremo sono Savino Zaba e Veronica Maya.